# Hosamallanahalli, Sira
Hosamallanahalli là một làng thuộc tehsil Sira, huyện Tumkur, bang Karnataka, Ấn Độ.